# 2022年北京オリンピックの開会式
2022年北京オリンピックの開会式（2022ねんペキンオリンピックのかいかいしき）は、2022年2月4日午後8時（CST）から北京の北京国家体育場（通称：「鳥の巣」）で行われた第24回オリンピック冬季競技大会（北京オリンピック）の開会式。
2008年北京オリンピックの開会式も担当した張芸謀監督が総合演出を務めた。新型コロナウイルス感染症と寒さ対策で2時間以内に行うと示唆していたが、最終的には22:30頃まで行われた。

## 選手入場
入場順はオリンピックの発祥地であるギリシャを先頭に、中国語の標準漢字（簡体字）表記による各国・地域名の1文字目の画数が少ない順番に行進。入場の最後は今大会開催国の中国、その前に次回開催国のイタリアとなっている。
| 順番 | 国名                           | 中国名               | ピンイン                    | 旗手1                                | 競技                   | 旗手2                                    | 競技                   |
| ---- | ------------------------------ | -------------------- | --------------------------- | ------------------------------------ | ---------------------- | ---------------------------------------- | ---------------------- |
| 1    | ギリシャ (GRE)                 | 希腊                 | Xīlà                        | アポストロス・アンゲリス             | クロスカントリースキー | マリア・ヌタヌ                           | クロスカントリースキー |
| 2    | トルコ (TUR)                   | 土耳其               | Tǔ'ěrqí                     | フルカン・アカル                     | ショートトラック       | アイシェヌル・ドゥマン                   | クロスカントリースキー |
| 3    | マルタ (MLT)                   | 马耳他               | Mǎ'ěrtā                     | ジェニス・スピテリ                   | スノーボード           | N/A                                      |                        |
| 4    | マダガスカル (MAD)             | 马达加斯加           | Mǎdájiāsījiā                | ミアリティアナ・クレール             | アルペンスキー         | マチュー・ノイミューラー                 | アルペンスキー         |
| 5    | マレーシア (MAS)               | 马来西亚             | Mǎláixīyà                   | アルウィン・サレーフディン           | アルペンスキー         | ジェフリー・ウェブ                       | アルペンスキー         |
| 6    | エクアドル (ECU)               | 厄瓜多尔             | Èguāduō'ěr                  | サラ・エスコバル                     | アルペンスキー         | N/A                                      |                        |
| 7    | エリトリア (ERI)               | 厄立特里亚           | Èlìtélǐyà                   | シャノン・アベダ                     | アルペンスキー         | N/A                                      |                        |
| 8    | ジャマイカ (JAM)               | 牙买加               | Yámǎijiā                    | ベンジャミン・アレクサンダー         | アルペンスキー         | ジャズミン・フェンレーター＝ビクトリアン | ボブスレー             |
| 9    | ベルギー (BEL)                 | 比利时               | Bǐlìshí                     | ルナ・ヘンドリックス                 | フィギュアスケート     | アーマンド・マーチャント                 | アルペンスキー         |
| 10   | 日本 (JPN)                     | 日本                 | Rìběn                       | 渡部暁斗                             | ノルディック複合       | 郷亜里砂                                 | スピードスケート       |
| 11   | チャイニーズタイペイ (TPE)     | 中华台北             | Zhōnghuá Táiběi             | 黄郁婷                               | スピードスケート       | 何秉叡                                   | アルペンスキー         |
| 12   | 香港 (HKG)                     | 中国香港             | Zhōngguó Xiānggǎng          | 朱定文                               | ショートトラック       | N/A                                      |                        |
| 13   | デンマーク (DEN)               | 丹麦                 | Dānmài                      | マドレーヌ・デュポン                 | カーリング             | フランス・ニールセン                     | アイスホッケー         |
| 14   | ウクライナ (UKR)               | 乌克兰               | Wūkèlán                     | オレクサンドル・アブラメンコ         | フリースタイルスキー   | アレクサンドラ・ナザロワ                 | フィギュアスケート     |
| 15   | ウズベキスタン (UZB)           | 乌兹别克斯坦         | Wūzībiékèsītǎn              | コミルジョン・トゥフタエフ           | アルペンスキー         | N/A                                      |                        |
| 16   | ブラジル (BRA)                 | 巴西                 | Bāxī                        | ジャケリネ・モウラン                 | クロスカントリースキー | エジソン・ビンジラッティ                 | ボブスレー             |
| 17   | パキスタン (PAK)               | 巴基斯坦             | Bājīsītǎn                   | ムハマド・カリム                     | アルペンスキー         | N/A                                      |                        |
| 18   | イスラエル (ISR)               | 以色列               | Yǐsèliè                     | エフゲニー・クラスノポルスキー       | フィギュアスケート     | ノア・ソロシュ                           | アルペンスキー         |
| 19   | 東ティモール (TLS)             | 东帝汶               | Dōngdìwèn                   | ヨアン・グート・ゴンサルベス         | アルペンスキー         | N/A                                      |                        |
| 20   | 北マケドニア (MKD)             | 北马其顿             | Běimǎqídùn                  | アナ・クベタノフスカ                 | クロスカントリースキー | ダルダン・デハリ                         | アルペンスキー         |
| 21   | ルクセンブルク (LUX)           | 卢森堡               | Lúsēnbǎo                    | マシュー・オシュ                     | アルペンスキー         | グウィネス・テン・ラー\|アルペンスキー   |                        |
| 22   | ベラルーシ (BLR)               | 白俄罗斯             | Bái'éluósī                  | イグナト・ガラバツィユク             | スピードスケート       | ハンナ・ニファンタワ                     | スピードスケート       |
| 23   | インド (IND)                   | 印度                 | Yìndù                       | アリフ・カーン                       | アルペンスキー         | N/A                                      |                        |
| 24   | リトアニア (LTU)               | 立陶宛               | Lìtáowǎn                    | デイヴィダス・キザラ                 | フィギュアスケート     | パウリナ・ラマナウスカイテ               | フィギュアスケート     |
| 25   | ナイジェリア (NGR)             | 尼日利亚             | Nírìlìyà                    | ショウン・アディガン                 | チームスタッフ         | N/A                                      |                        |
| 26   | ガーナ (GHA)                   | 加纳                 | Jiānà                       | カルロス・メーダー                   | アルペンスキー         | N/A                                      |                        |
| 27   | カナダ (CAN)                   | 加拿大               | Jiānádà                     | シャルル・アメラン                   | ショートトラック       | マリ＝フィリップ・プーラン               | アイスホッケー         |
| 28   | サンマリノ (SMR)               | 圣马力诺             | Shèngmǎlìnuò                | マッテオ・ガッティ                   | アルペンスキー         | アンナ・トルサニ                         | アルペンスキー         |
| 29   | キルギス (KGZ)                 | 吉尔吉斯斯坦         | Jí'ěrjísīsītǎn              | マクシム・ゴルデーエフ               | アルペンスキー         | N/A                                      |                        |
| 30   | アルメニア (ARM)               | 亚美尼亚             | Yàměiníyà                   | ティナ・ガラベディアン               | フィギュアスケート     | ミカエル・ミカエリャン                   | クロスカントリースキー |
| 31   | スペイン (ESP)                 | 西班牙               | Xībānyá                     | ケラルト・カステリェト               | スノーボード           | アンデル・ミランベル                     | スケルトン             |
| 32   | リヒテンシュタイン (LIE)       | 列支敦士登           | Lièzhīdūnshìdēng            | シュテファン・マルクサー             | チームスタッフ         | N/A                                      |                        |
| 33   | イラン (IRI)                   | 伊朗                 | Yīlǎng                      | アーテフェ・アフマディ               | アルペンスキー         | ホセイン・サベシェムシャキ               | アルペンスキー         |
| 34   | ハンガリー (HUN)               | 匈牙利               | Xiōngyálì                   | ジタ・トート                         | アルペンスキー         | マルトン・ケケシ                         | アルペンスキー         |
| 35   | アイスランド (ISL)             | 冰岛                 | Bīngdǎo                     | クリストルン・グドナドッティル       | クロスカントリースキー | ストゥルラ・スナエル・スノーラソン       | アルペンスキー         |
| 36   | アンドラ (AND)                 | 安道尔               | Āndào'ěr                    | マエワ・エステベス                   | スノーボード           | N/A                                      |                        |
| 37   | フィンランド (FIN)             | 芬兰                 | Fēnlán                      | バルッテリ・フィルップラ             | アイスホッケー         | N/A                                      |                        |
| 38   | クロアチア (CRO)               | 克罗地亚             | Kèluódìyà                   | ズリンカ・リュティッチ               | アルペンスキー         | マルコ・スケンデル                       | クロスカントリースキー |
| 39   | サウジアラビア (KSA)           | 沙特阿拉伯           | Shātè'ālābó                 | ファイク・アブディ                   | アルペンスキー         | N/A                                      |                        |
| 40   | アルバニア (ALB)               | 阿尔巴尼亚           | Ā'ěrbāníyà                  | デニ・クスヘパ                       | アルペンスキー         | N/A                                      |                        |
| 41   | アルゼンチン (ARG)             | 阿根廷               | Āgēntíng                    | フランセスカ・バルッジ               | アルペンスキー         | フランコ・ダル・ファラ                   | クロスカントリースキー |
| 42   | アゼルバイジャン (AZE)         | 阿塞拜疆             | Āsàibàijiāng                | ウラジーミル・リトヴィンツェフ       | フィギュアスケート     | N/A                                      |                        |
| 43   | ラトビア (LAT)                 | 拉脱维亚             | Lātuōwéiyà                  | エリーザ・ティルマ                   | リュージュ             | ラウリス・ダージンシュ                   | アイスホッケー         |
| 44   | イギリス (GBR)                 | 英国                 | Yīngguó                     | イブ・ミュアヘッド                   | カーリング             | デーブ・ライディング                     | アルペンスキー         |
| 45   | ルーマニア (ROU)               | 罗马尼亚             | Luōmǎníyà                   | ラルカ・シュトラマトゥラル           | リュージュ             | パウル・ペペネ                           | クロスカントリースキー |
| 46   | ROC (ROC)                      | 俄罗斯奥林匹克委员会 | Éluósī Àolínpǐkè Wěiyuánhuì | オリガ・ファトクリナ                 | スピードスケート       | ワディム・シパチョフ                     | アイスホッケー         |
| 47   | フランス (FRA)                 | 法国                 | Fǎguó                       | テッサ・ウォーリー                   | アルペンスキー         | ケビン・ローランド                       | フリースタイルスキー   |
| 48   | ポーランド (POL)               | 波兰                 | Bōlán                       | アレクサンドラ・クルル               | スノーボード           | ズビグニェフ・ブルドカ                   | スピードスケート       |
| 49   | プエルトリコ (PUR)             | 波多黎各             | Bōduōlígè                   | ケリー・デルカ                       | スケルトン             | ウィリアム・フラハティ                   | アルペンスキー         |
| 50   | ボスニア・ヘルツェゴビナ (BIH) | 波黑                 | Bōhēi                       | エルベディナ・ムザフェリヤ           | アルペンスキー         | ミルザ・ニコライエフ                     | リュージュ             |
| 51   | ボリビア (BOL)                 | 玻利维亚             | Bōlìwéiyà                   | シモン・ブライトフス・カマーランダー | アルペンスキー         | N/A                                      |                        |
| 52   | ノルウェー (NOR)               | 挪威                 | Nuówēi                      | チェーティル・ヤンスルード           | アルペンスキー         | クリスティン・スカスリエン               | カーリング             |
| 53   | カザフスタン (KAZ)             | 哈萨克斯坦           | Hāsàkèsītǎn                 | エカテリーナ・アイドワ               | スピードスケート       | アブザル・アジュガリエフ                 | ショートトラック       |
| 54   | コソボ (KOS)                   | 科索沃               | Kēsuǒwò                     | キアナ・クリエジウ                   | アルペンスキー         | アルビン・タヒリ                         | アルペンスキー         |
| 55   | ブルガリア (BUL)               | 保加利亚             | Bǎojiālìyà                  | マリア・ズドラフコワ                 | バイアスロン           | ラドスラフ・ヤンコフ                     | スノーボード           |
| 56   | アメリカ合衆国 (USA)           | 美国                 | Měiguó                      | ブリタニー・ボウ                     | スピードスケート       | ジョン・シュスター                       | カーリング             |
| 57   | アメリカ領サモア (ASA)         | 美属萨摩亚           | Měishǔ Sàmóyà               | ネイサン・クランプトン               | スケルトン             | N/A                                      |                        |
| 58   | アメリカ領ヴァージン諸島 (ISV) | 美属维尔京群岛       | Měishǔ Wéi'ěrjīng Qúndǎo    | （ボランティア）                     |                        |                                          |                        |
| 59   | タイ (THA)                     | 泰国                 | Tàiguó                      | カレン・チャンローン                 | クロスカントリースキー | ニコラ・ザノン                           | アルペンスキー         |
| 60   | オランダ (NED)                 | 荷兰                 | Hélán                       | リンジー・ファン・ズンデルト         | フィギュアスケート     | キエルド・ナウシュ                       | スピードスケート       |
| 61   | ジョージア (GEO)               | 格鲁吉亚             | Gélǔjíyà                    | ニノ・ツィクラウリ                   | アルペンスキー         | モリス・クヴィテラシヴィリ               | フィギュアスケート     |
| 62   | コロンビア (COL)               | 哥伦比亚             | Gēlúnbǐyà                   | ラウラ・ゴメス                       | スピードスケート       | カルロス・アンドレス・キンタナ           | クロスカントリースキー |
| 63   | トリニダード・トバゴ (TTO)     | 特立尼达和多巴哥     | Tèlìnídá hé Duōbāgē         | アンドレ・マルカノ                   | ボブスレー             | N/A                                      |                        |
| 64   | ペルー (PER)                   | 秘鲁                 | Bìlǔ                        | オルネラ・オットル・レイス           | アルペンスキー         | N/A                                      |                        |
| 65   | アイルランド (IRL)             | 爱尔兰               | Aì'ěrlán                    | エルサ・デスモンド                   | リュージュ             | ブレンダン・ニュービー                   | フリースタイルスキー   |
| 66   | エストニア (EST)               | 爱沙尼亚             | Aìshāníyà                   | ケリー・シルダル                     | フリースタイルスキー   | マルティン・ヒンマ                       | クロスカントリースキー |
| 67   | ハイチ (HAI)                   | 海地                 | Hǎidì                       | リチャードソン・ビアーノ             | アルペンスキー         | N/A                                      |                        |
| 68   | チェコ (CZE)                   | 捷克                 | Jiékè                       | アレナ・ミルズ                       | アイスホッケー         | ミハル・ブジェジナ                       | フィギュアスケート     |
| 69   | フィリピン (PHI)               | 菲律宾               | Fēilǜbīn                    | アサ・ミラー                         | アルペンスキー         | N/A                                      |                        |
| 70   | スロベニア (SLO)               | 斯洛文尼亚           | Sīluòwénníyà                | イルカ・シュトヘツ                   | アルペンスキー         | ロク・マルグッチ                         | スノーボード           |
| 71   | スロバキア (SVK)               | 斯洛伐克             | Sīluòfákè                   | マレク・フリヴィーク                 | アイスホッケー         | カタリーナ・シモニャーコヴァー           | リュージュ             |
| 72   | ポルトガル (POR)               | 葡萄牙               | Pútáoyá                     | リカルド・ブランサル                 | アルペンスキー         | バニナ・ゲリロ                           | アルペンスキー         |
| 73   | 韓国 (KOR)                     | 韩国                 | Hánguó                      | キム・アラン                         | ショートトラック       | クァク・ユンギ                           | ショートトラック       |
| 74   | モンテネグロ (MNE)             | 黑山                 | Hēishān                     | エルダル・サリホヴィッチ             | アルペンスキー         | エレナ・ヴイチッチ                       | アルペンスキー         |
| 75   | チリ (CHI)                     | 智利                 | Zhìlì                       | ドミニク・オアコ                     | フリースタイルスキー   | ヘンリク・ボン・アッペン                 | アルペンスキー         |
| 76   | オーストリア (AUT)             | 奥地利               | Aòdìlì                      | ジュリア・デュモヴィッツ             | スノーボード           | ベンヤミン・マイアー                     | ボブスレー             |
| 77   | スイス (SUI)                   | 瑞士                 | Ruìshì                      | ウェンディ・ホルデナー               | アルペンスキー         | アンドレス・アンビュール                 | アイスホッケー         |
| 78   | スウェーデン (SWE)             | 瑞典                 | Ruìdiǎn                     | オリバー・マグヌソン                 | フリースタイルスキー   | エンマ・ノルディン                       | アイスホッケー         |
| 79   | モンゴル (MGL)                 | 蒙古                 | Měnggǔ                      | アリウンサナー・エンフトゥール       | クロスカントリースキー | バトムンフ・アチバドラフ                 | クロスカントリースキー |
| 80   | ニュージーランド (NZL)         | 新西兰               | Xīnxīlán                    | アリス・ロビンソン                   | アルペンスキー         | フィン・ビラス                           | フリースタイルスキー   |
| 81   | セルビア (SRB)                 | 塞尔维亚             | Sài'ěrwéiyà                 | マルコ・ブキチェビッチ               | アルペンスキー         | N/A                                      |                        |
| 82   | キプロス (CYP)                 | 塞浦路斯             | Sàipǔlùsī                   | イアンノ・クユームジャン             | アルペンスキー         | N/A                                      |                        |
| 83   | メキシコ (MEX)                 | 墨西哥               | Mòxīgē                      | サラ・シュレペル                     | アルペンスキー         | ドノバン・カリージョ                     | フィギュアスケート     |
| 84   | レバノン (LBN)                 | 黎巴嫩               | Líbānèn                     | マノン・ウアイス                     | アルペンスキー         | セサル・アルヌーク                       | アルペンスキー         |
| 85   | ドイツ (GER)                   | 德国                 | Déguó                       | フランチェスコ・フリードリヒ         | ボブスレー             | クラウディア・ペヒシュタイン             | スピードスケート       |
| 86   | モルドバ (MDA)                 | 摩尔多瓦             | Mó'ěrduōwǎ                  | ドイナ・デスカルイ                   | リュージュ             | N/A                                      |                        |
| 87   | モナコ (MON)                   | 摩纳哥               | Mónàgē                      | アルノー・アレッサンドリア           | アルペンスキー         | N/A                                      |                        |
| 88   | モロッコ (MAR)                 | 摩洛哥               | Móluògē                     | ヤシン・アウイヒ                     | アルペンスキー         | N/A                                      |                        |
| 89   | オーストラリア (AUS)           | 澳大利亚             | Àodàlìyà                    | ブレンダン・ケリー                   | フィギュアスケート     | ローラ・ピール                           | フリースタイルスキー   |
| 90   | イタリア (ITA)                 | 意大利               | Yìdàlì                      | ミケラ・モイオリ                     | スノーボード           | N/A                                      |                        |
| 91   | 中国 (CHN)                     | 中国                 | Zhōngguó                    | 高亭宇                               | スピードスケート       | 趙丹                                     | スケルトン             |

## 開会式プログラム

### 開会式カウントダウン
今大会が24回目の冬季五輪であることと、開催日の2月4日が立春であることから、雨水から立春まで二十四節気を用いたカウントダウンが行われた。

### 国旗掲揚式
中国少年先鋒隊の徽章を表示した一般人少年のトランペットによる「私と私の祖国」という愛国歌の独奏が流れる中、民族衣装や軍服、私服などを着た一般の中国市民が中国国旗を運搬し、儀仗兵に引き渡した。
その後、中国国歌「義勇軍進行曲」の演奏と共に中国国旗「五星紅旗」が掲揚された。

### オリンピックリングの発表：「氷と雪のリング」
氷の塊が現れ、レーザー光により歴代冬季オリンピックの開催年・都市名が英語と中国語（簡体字）により描写された。最後に24回目の開催地として「2022 中国北京 24TH BEIJING CHINA」が表示された。アイスホッケーの選手を模した出演者が、パックを氷の塊に向かって打つ動作を行い、氷が砕けると共に、「氷と雪のリング」としてオリンピックの意匠が出現した。

### 選手入場
選手団の名称が英語と中国語（簡体字）で併記された氷の結晶を模したプラカードに先導される形で、近代オリンピックの発祥国でもあるギリシャを先頭に、国や地域名を漢字（簡体字）で表記した際に1文字目の画数が少ない順番で入場した。これは、2008年北京オリンピックの開会式と同じである。
日本はベルギーに次いで10番目であった。90番目には次回開催国のイタリア、最後の91番目には開催国の中国が入場した。
「一つの中国」問題の兼ね合いから中華民国（台湾）はいわゆる「梅花旗」を用い、会場内では中華台北（チャイニーズタイペイ）と呼称された。中国との国交がないコソボの国旗はディスプレイに表示され、選手の手旗も靡いた。
トンガではフンガ・トンガの海底火山噴火で甚大な被害を受け、トンガの選手団は不出場となった。トンガ代表のテコンドーとノルディックスキーのピタ・タウファトファが東京五輪まで3大会連続で行ってきた上半身裸に油を塗った民族衣装の旗手スタイルは、アメリカ領サモア代表のナサン・クランプトンが同じ南太平洋の島国として行った。
入場曲は主にヨーロッパのクラシック音楽が使用されたが、中国の入場時のみクラシック音楽からインストルメンタルの愛国歌「歌唱祖国」（王莘作詞作曲）へと切り替わった。中国選手団以外の入場曲の一覧は、以下の通りである。
1. 「ウィリアム・テル序曲」（ジョアキーノ・ロッシーニ）
2. 「威風堂々」（エドワード・エルガー）
3. 「くるみ割り人形」あし笛の踊り（チャイコフスキー）
4. 「くるみ割り人形」行進曲（チャイコフスキー）
5. 「管弦楽組曲第3番」ジーグ （バッハ）
6. 「アイーダ」凱旋行進曲（ジュゼッペ・ヴェルディ）
7. 「春の声」（ヨハン・シュトラウス2世）
8. 「トルコ行進曲」（ベートーベン）
9. 「運命」第4楽章（ベートーベン）
10. 「ルスランとリュドミラ」序曲（ミハイル・グリンカ）
11. 「椿姫」乾杯の歌（ジュゼッペ・ヴェルディ）
12. 「カルメン」前奏曲（ジョルジュ・ビゼー）
13. 「ハンガリー舞曲」第5番（ヨハネス・ブラームス）
14. 「スケーターズ・ワルツ」（エミール・ワルトトイフェル）
15. 「軽騎兵」序曲（フランツ・フォン・スッペ）
16. 「四季」春（ヴィヴァルディ）
17. 「交響曲第40番」第1楽章（モーツアルト）
18. 「新世界より」第4楽章（ドヴォルザーク）
19. 「白鳥の湖」4羽の白鳥の踊り（チャイコフスキー）

なお、日本選手団の入場時はチャイコフスキーの「くるみ割り人形」の「行進曲」であった。

### 「より強く、より一緒に」：短編映画
李宸希が歌うジョン・レノンの「イマジン」とともに、赤いコスチュームを着たスケーター達が中国結びを描き、大会のモットーである「更快 Faster 更高 Higher 更强 Stronger 更团结 Together」の文字が地面に映し出された。

### 開会宣言
北京2022組織委員会の蔡奇主席（北京市党委員会書記）、IOCのバッハ会長の挨拶に続き、中国最高指導者の習近平党総書記（国家主席）が開会宣言を行った。

### オリンピック旗のエントリー、オリンピック賛歌の演奏、オリンピック旗の掲揚
ベートーヴェンの交響曲第9番「歓喜の歌」が流れる中、五輪旗が入場。人民解放軍儀仗兵によって掲揚され、子供たちによるギリシャ語でのオリンピック賛歌の合唱、選手・審判員・コーチ代表によるオリンピック宣誓が行われた。

### 聖火点灯
今回はトーチがそのまま聖火となる演出が採用され、最終ランナーであるノルディック複合の趙嘉文とクロスカントリーのジニゲル・イラムジャン（ウイグル族）が、入場行進のプラカードで構成された雪の結晶型の聖火台にトーチを設置して点火した。

## 主な出席者

### ホスト国
- 中国 – 習近平党総書記・国家主席・軍事委員会主席
- 中国 – 李克強国務院総理・党政治局常務委員
- 中国 – 蔡奇北京市党委員会書記・党政治局員・競技大会組織委員会主席

### 政府代表団
| 国・地域名               | 出席者                                                                     | 肩書 |
| 大統領級                 | 大統領級                                                                   | 大統領級 |
| ------------------------ | -------------------------------------------------------------------------- | --- |
| アルゼンチン             | アルベルト・フェルナンデス                                                 | 大統領 |
| ウズベキスタン           | シャフカト・ミルジヨエフ                                                   | 大統領 |
| エクアドル               | ギジェルモ・ラソ                                                           | 大統領 |
| エジプト                 | アブドルファッターフ・アッ＝シーシー                                       | 大統領 |
| カザフスタン             | カシムジョマルト・トカエフ                                                 | 大統領 |
| キルギス                 | サディル・ジャパロフ                                                       | 大統領 |
| シンガポール             | ハリマ・ヤコブ                                                             | 大統領 |
| セルビア                 | アレクサンダル・ヴチッチ                                                   | 大統領 |
| タジキスタン             | エモマリ・ラフモン                                                         | 大統領 |
| トルクメニスタン         | グルバングル・ベルディムハメドフ                                           | 大統領 |
| ポーランド               | アンジェイ・ドゥダ                                                         | 大統領 |
| ロシア                   | ウラジーミル・プーチン                                                     | 連邦大統領 |
| 副大統領・首相級         |                                                                            | |
| ギリシャ                 | キリアコス・ミツォタキス                                                   | 首相 |
| コロンビア               | マルタ・ルシア・ラミレス                                                   | 副大統領 |
| ボスニア・ヘルツェゴビナ | ゾラン・テゲルティヤ                                                       | 閣僚評議会議長 (ボスニア・ヘルツェゴビナ)                                                                        |
| パキスタン               | イムラン・カーン                                                           | 首相 |
| パプアニューギニア       | ジェームズ・マラペ                                                         | 首相 |
| 香港                     | 林鄭月娥 (Carrie Lam)                                                      | 香港特別行政区行政長官                                                                                           |
| マカオ                   | 賀一誠 (Ho Iat Seng)                                                       | マカオ特別行政区行政長官                                                                                         |
| モンゴル                 | ロブサンナムスライ・オユーンエルデネ                                       | 首相 |
| 閣僚級                   |                                                                            | |
| アゼルバイジャン         | アリ・アフマドフ                                                           | 副首相 |
| イラン                   | ハミド・サジャディ（英語: Hamid Sajjadi）                                  | スポーツ青年省 大臣                                                                                              |
| 韓国                     | 兪銀惠 (Yoo Eun-hye)                                                       | 社会副首相、教育部長官                                                                                           |
| 韓国                     | 黃熙 (Hwang Hee)                                                           | 文化体育観光部長官                                                                                               |
| コロンビア               | ギレルモ・エレーラ・カスタニョ                                             | スポーツ省 大臣                                                                                                  |
| サウジアラビア           | アブドゥラジズビントゥルキアルサウドl（英語: Abdulaziz bin Turki Al Saud） | スポーツ省 大臣                                                                                                  |
| フランス                 | ロクサナ・マラシネアヌ                                                     | スポーツ大臣 |
| パキスタン               | ファミダ・ミルザ（英語: Fahmida Mirza）                                    | 州間調整大臣（英語: Ministry of Inter Provincial Coordination）（確認予定）                                      |
| モルディブ               | アブドッラ・シャーヒド                                                     | 外務大臣、国連総会議長                                                                                           |
| ルーマニア               | エドゥアルド・ノヴァク(1976生)                                             | スポーツ省 大臣                                                                                                  |
| 大使                     |                                                                            | |
| ドミニカ国               | マーティン・チャールズ (Martin Charles)                                    | 駐中国大使 |
| ラトビア                 | マイヤ・マニカ                                                             | 駐中国大使 |
| インド                   | ハージンダーシン                                                           | インドの公館長                                                                                                   |
| サウジアラビア           | レーマ・ビント・バンダル・アル・サウド                                     | 駐米大使 |
| 立法府                   |                                                                            | |
| 日本                     | 橋本聖子                                                                   | 参議院議員 |
| 韓国                     | 朴炳錫 (パク・ピョンソク)                                                  | 議長 |
| その他                   |                                                                            | |
| イラン                   | レザ・サレヒ・アミリ（英語: Reza Salehi Amiri）                            | イラン・イスラム共和国オリンピック委員会会長（英語: National Olympic Committee of the Islamic Republic of Iran） |
| 日本                     | 山下泰裕                                                                   | 日本オリンピック委員会会長                                                                                       |
| チャイニーズタイペイ     | 洪秀柱 (Hung Hsiu-chu)                                                     | 元中国国民党主席、立法院副院長                                                                                   |
| コロンビア               | マリア・ジュリアーナ・ルイス                                               | ファーストレディ                                                                                                 |
| サウジアラビア           | プリンスファハドビンジャラウィビンアブドゥルアズィーズビンムサエド         | サウジアラビアオリンピック委員会 副会長                                                                          |
| サウジアラビア           | アドワアルオライフィ                                                       | サウジオリンピックおよびパラリンピック委員会のメンバー                                                           |
| 君主・王族               |                                                                            | |
| カンボジア               | ノロドム・シハモニ                                                         | 国王 |
| ルクセンブルク           | アンリ (ルクセンブルク大公)                                                | |
| カタール                 | タミーム・ビン・ハマド・アール＝サーニー                                   | カタール首長 |
| サウジアラビア           | ムハンマド・ビン・サルマーン                                               | 王太子 |
| タイ                     | シリントーン                                                               | |
| アラブ首長国連邦         | ムハンマド・ビン・ザーイド・アール・ナヒヤーン                             | アブダビ首長世子                                                                                                 |

### 国際機関
- 国際オリンピック委員会 - トーマス・バッハ会長
- 第8代国際連合事務総長、国際オリンピック委員会倫理委員会 - 潘基文委員長
- 国際連合 - アントニオ・グテーレス事務総長
- 世界知的所有権機関 — ダレン・タン事務局長 [6]
- 世界保健機関 - テドロス・アダノム事務局長 [6]
- 上海協力機構 - 張明事務総長 [6]
- 新開発銀行 - マルコス・プラド・トロイホ会長 [6]

## 日本での放送
- NHK総合、NHK Eテレ（同時中継）
  - 実況:一橋忠之アナウンサー（福岡放送局）、廣瀬智美アナウンサー
  - Eテレは解説放送・手話通訳による視覚・聴覚障害者向け放送。
  - 放送時間:20:58 - 23:21（日本時間、11分延長）。

- NHKラジオ第1（同時中継）
  - 実況:横山哲也アナウンサー、ゲスト:根本宗子、山本浩

- テレビ朝日（録画放送）
  - 実況:寺川俊平 ゲスト:松岡修造
  - 放送時間:2月5日 8:00 - 9:55（日本時間）

### 視聴率
ビデオリサーチによると、NHK総合の世帯平均視聴率は21.3%（関東地区・リアルタイム）だった。